# Wayfinding

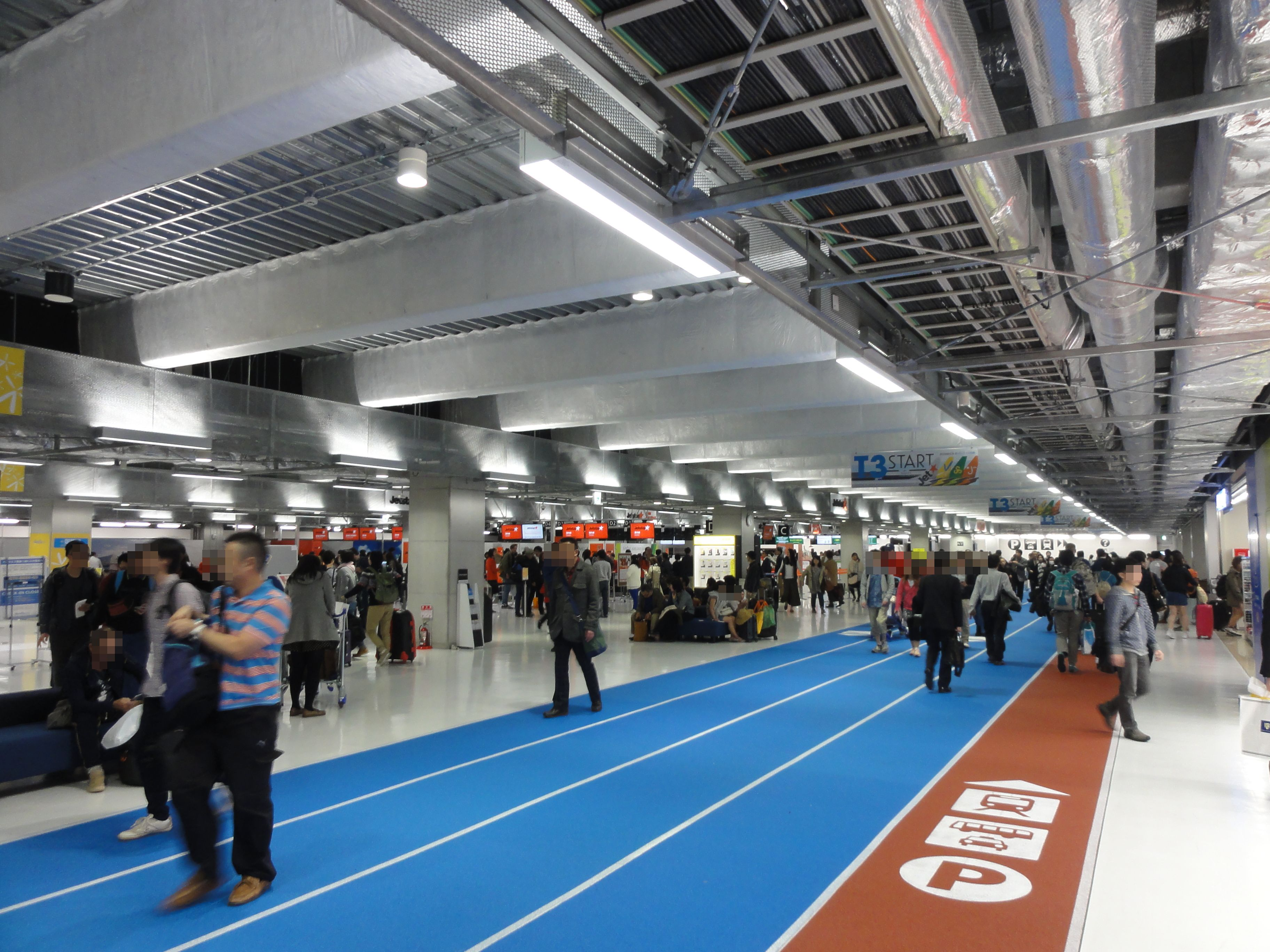
El Aeropuerto Internacional de Narita es un ejemplo de wayfinding. En su diseño se ha utilizado pintura que simula pistas de atletismo con pictogramas y señales para facilitar la orientación.

El wayfinding se refiere a los sistemas de información que guían a las personas a través de ambientes físicos y mejoran su comprensión y experiencia del espacio. Se centra en la persona y, concretamente, en una persona no estandarizada, sino en la diversidad existente de personas y sus capacidades y variables físicas, culturales, sociales, etcétera, en relación con el ambiente en el que se desenvuelve.
El término, de origen anglosajón, se utilizó por primera vez con esta intención en el libro "The imagen of the city" de Kevin Lynch en 1960. Se podría traducir como "encontrando el camino", "orientación" o "navegación". En ocasiones, se relaciona con la "señalización". Aunque se usa como sinónimo de "orientación", se opta por considerarlo un término crisol, ya que recoge conocimientos y prácticas desde diferentes disciplinas.

## Ventajas
Los teóricos Arthur y Passini o McCoy y Evans enumeraron las siguientes ventajas de la aplicación de recursos de wayfinding en la sociedad:
- Evitar la desorientación y el estrés
- Evitar el rechazo del espacio por las personas
- Facilitar la accesibilidad
- Evitar ineficiencias por pérdida de tiempo
- Generar ventajas económicas
- Evitar consecuencias extremas, por ejemplo, que una ambulancia no llegue a tiempo a un accidente[4]

## Características
La orientación de un lugar a otro es una actividad humana fundamental y parte integral de su vida cotidiana. Las personas suelen usar su conocimiento y experiencias previas para encontrar el camino. Los sistemas de wayfinding tienen la función de informar a las personas rodeadas de ambientes no familiares. En este sentido, es importante mostrar información en puntos estratégicos para guiar a las personas en la dirección adecuada. Las y los humanos interpretan y almacenan en su memoria las estructuras de edificios y ciudades, pero también de la naturaleza. Sin embargo, las distancias, localizaciones y el tiempo puede recordarse de manera diferente a la realidad y de forma diferente, a su vez, de una persona a otra.
Un sistema efectivo de wayfinding se caracteriza por:
- No hacer pensar a las personas, utilizando un sistema de comunicación comprensivo, claro y consistente
- Mostrar sólo lo necesario y relevante en el espacio y durante el trayecto
- Eliminar la información excesiva e irrelevante

## Principios
En 1998, Mark A. Foltz establecía los siguientes principios para el wayfinding:
- Crear una identidad en cada lugar, diferente de todos los demás
- Utilizar puntos de referencia para proporcionar señales de orientación y lugares memorables
- Crear rutas bien estructuradas
- Crear regiones, subdividiendo el espacio, con un carácter visual diferenciado
- No dar a las personas demasiadas opciones en la navegación
- Proporcionar mapas
- Proporcionar señales en los puntos de toma de decisión para ayudar a tomar decisiones sobre el camino a seguir
- Mostrar lo que se avecina, es decir, lo que nos vamos a encontrar a continuación[5]

## La relación del wayfinding con la accesibilidad y el diseño universal
El wayfinding es un concepto relevante para la accesibilidad porque hasta ahora se hablaba solo de señalética y señalización, pero este concepto abarca mucho más: es una forma de organizar espacios, de darles un sentido para que la persona pierda o sienta confusión.
Cualquier sistema de orientación debe ser para todas y todos, por definición. Sin embargo, por ejemplo, en muchos casos, los sistemas de orientación se han limitado al ámbito visual y se han enfocado a personas sin ningún tipo de discapacidad. Se trata ésta de una visión restringida que no contempla los criterios de accesibilidad universal, desarrollados ampliamente en el concepto diseño universal y reconocidos socialmente.
Incluso, es habitual encontrar casos en los que esa misma accesibilidad no está resuelta adecuadamente o presenta deficiencias visuales, de comprensión, ha tenido problemas de implantación o ergonómicos. En otras ocasiones, cuando se abordan las diferentes capacidades de las personas, se realiza de forma marginal, insuficiente y/o descoordinada. En otros casos, se acomete una intervención estética y formal, que moderniza o promueve un lavado de cara de un espacio, pero sin responder a las demandas y necesidades de colectivos sociales específicos con diferentes capacidades.
El diseño de los sistemas wayfinding trata de incorporar en su desarrollo soluciones para esto, por lo que resulta complejo tanto en el proyecto como en su implantación.
Por eso, y sabiendo que lo anterior es una realidad del wayfinding, la accesibilidad universal en su desarrollo cognitivo busca incorporar otros tipos de soluciones basadas en el funcionamiento de las personas. Porque la orientación no debe prescindir del conjunto de procesos cerebrales que llevan a los seres humanos a orientarse: tomar decisiones, usar diferentes memorias y poder funcionar como ente autónomo. 

## Ejemplos de wayfinding
Algunos grandes espacios que disponen de sistemas wayfinding son:
- Los aeropuetos de: Nueva York, Nueva Jersey, Washington, San Francisco (Estados Unidos), Narita (Tokio, Japón) o Génova (su ala este) (Itala)
- Redes de trenes de: Alemania, el metro de Róterdam y Catar (100 estaciones de metro)
- Centros de salud: Meander MC (Amersfoort), Erasmus MC (Róterdam), Reinier de Graaf Hospital... entre otros hospitales y centros de salud de Países Bajos
- Universidades: Universidad Tecnológica de Sídney (Australia), Universidad de Greenwich (Londres, Reino Unido) o Universidad de Tongji (Shanghái, China)
- Museos: Groninger (Países Bajos)
- Empresas:  Tech Corners Campus de Google en Sunnyvale (California, Estados Unidos)
- Espacio de entretenimiento: el zoo real de Ámsterdam (Países Bajos)[7][8]

### El ejemplo del aeropuerto de Schiphol (Ámsterdam)

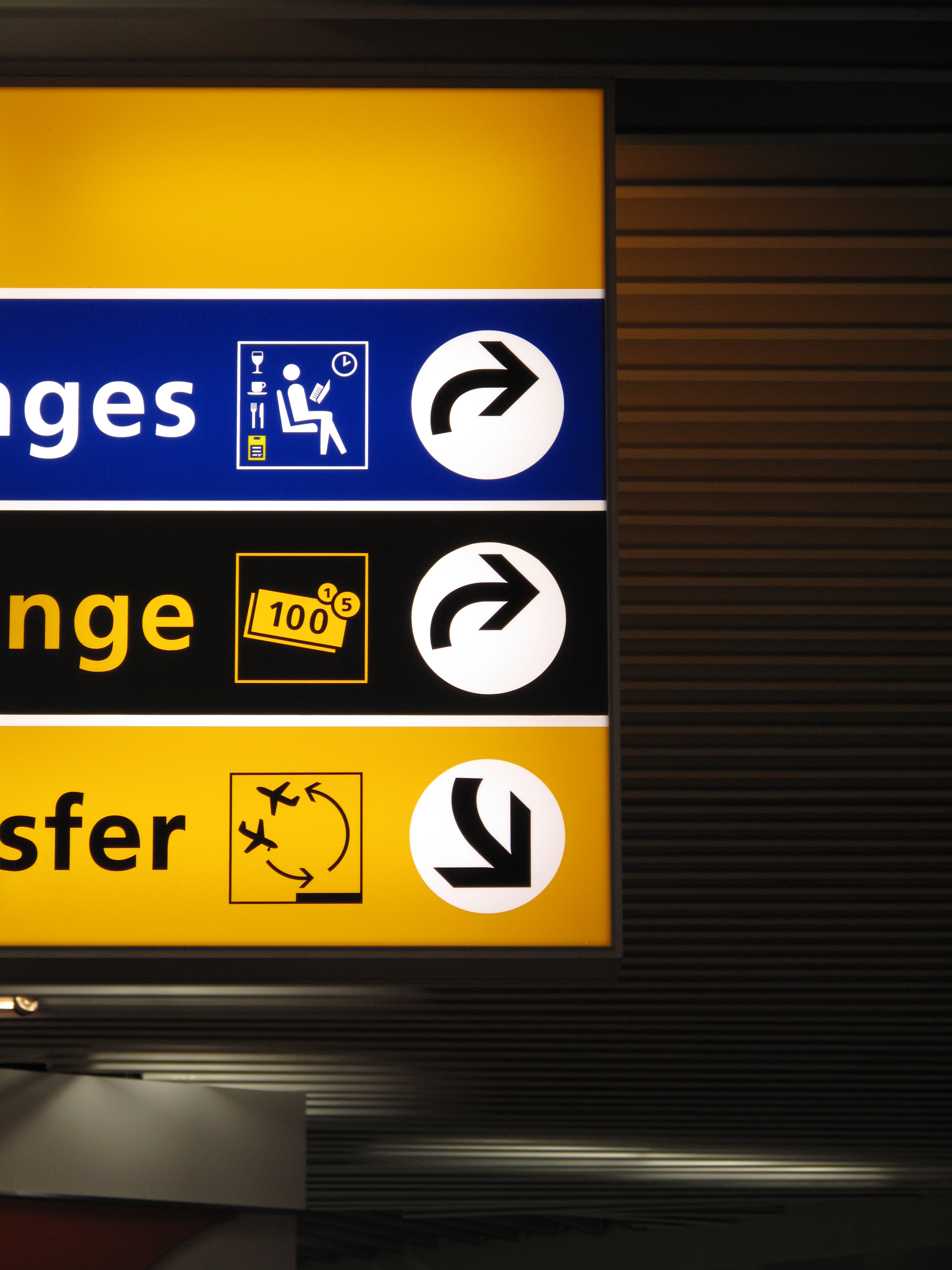
Panel informativo del aeropuerto de Schipol, con sus pictogramas indicando la zona de espera o dónde cambiar dinero.

Un ejemplo famoso de diseño wayfinding se encuentra en el aeropuerto de Schiphol, Ámsterdam. El aeropuerto dispone de un sistema de señalización informativa y de orientación wayfinding que se dirige a todo tipo de personas, con independencia de sus capacidades. La aplicación del diseño universal ha logrado un entorno más eficaz y armónico para todas las personas.
Alguna de las mejoras que ha implantado este sistema y logran mayor accesibilidad son:
- El uso de símbolos o pictogramas, que ayudan a personas con dificultades de lectura o que desconocen el idioma. Estos pictogramas se añadieron a los textos existentes, como refuerzo
- El uso del color y el contraste para proporcionar la información de forma más comprensible y estructurada
- La incorporación de la señalética en las vías de acceso al aeropuerto, en las áreas de aparcamiento, en los mapas e incluso en las pantallas de información de los vuelos
- La señalización de las vías de evacuación en caso de emergencia, reforzando la visibilidad de las señales
- El uso de textos breves en los rótulos, a fin de poder dar a los mismos un mayor tamaño
- El empleo de una tipografía que facilita la legibilidad.
- La disposición de mapas que proporcionan una visión de conjunto de ciertas áreas.[9]